# IC 4423
IC 4423 је спирална галаксија у сазвјежђу Волар која се налази на листи објеката дубоког неба у Индекс каталогу.
Деклинација објекта је + 26° 14' 44" а ректасцензија 14h 26m 17,6s. Привидна величина (магнитуда) објекта IC 4423 износи 14,5 а фотографска магнитуда 15,3. IC 4423 је још познат и под ознакама UGC 9247, MCG 4-34-28, CGCG 133-55, PGC 51549.